# Rostellum (Botanik)

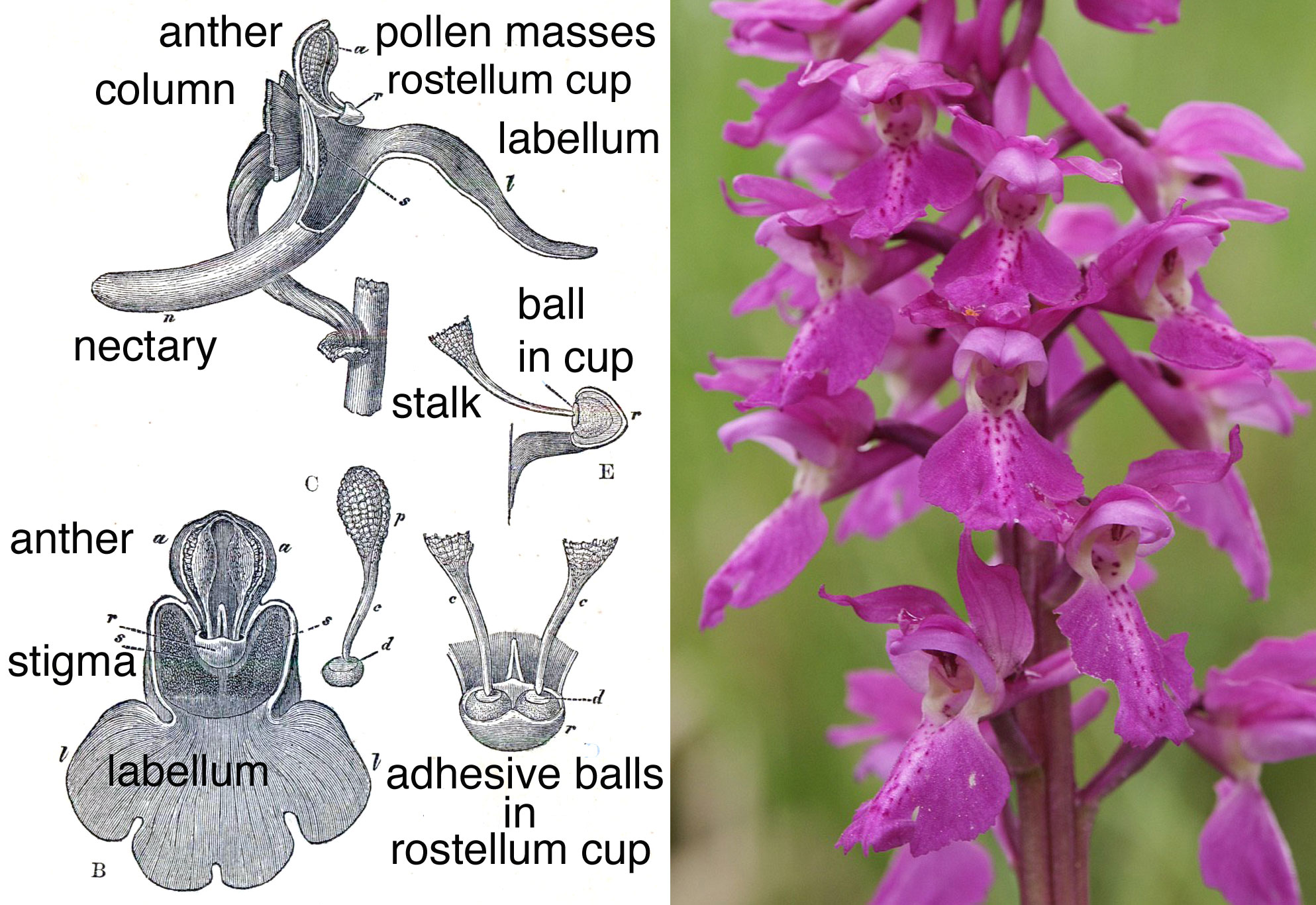
Blüte von Orchis mascula aus Charles Darwins „Fertilisation of Orchids“ A: Blüte im Profil gesehen. B: Blüte von vorne gesehen. C: Pollinium. D: Detail der Basis des Polliniums (Caudicula und Retinaculum). E: Schnitt durch das Rostellum mit Retinaculum und Caudicula. F: Geteilte Pollenmassen. Rechts: Männliches Knabenkraut (Orchis mascula) mit sichtbarem Rostellum

Das Rostellum ist ein vorstehender Teil der Säule bei Blüten aus der Familie der Orchidaceae. Es trennt das männliche Androeceum vom weiblichen Gynoeceum, was im Allgemeinen eine Selbstbefruchtung verhindert. Bei vielen Orchideen sind die Pollinien, die viele Pollenkörner enthalten durch Stiele (Stipes) mit Klebescheiben (Viscidium) verbunden, die am Rostellum befestigt sind, das Becher bildet, die Scheiben klebrig halten.